# Вибори столиці Олімпійських ігор 2020
Шість міст подали заявки на участь у виборах столиці Олімпійських та Паралімпійських ігор 2020. Кандидатами на проведення ігор були
- Італія, Рим (19 травня 2010) — заявку знято з фінансових причин
- Іспанія, Мадрид (1 червня 2011)
- Туреччина, Стамбул (7 липня 2011)
- Японія, Токіо (16 липня 2011)
- Азербайджан, Баку (1 вересня 2011) — не пройшла відбір
- Катар, Доха (26 серпня 2011) — не пройшла відбір

Місце проведення було вибране 7 вересня 2013 року на 125-ій сесії МОК шляхом таємного голосування членів організації. У першому турі Токіо зайняло перше місце, а Стамбул і Мадрид отримали однакову кількість голосів, у зв'язку з чим було проведене переголосування, після якого до другого туру разом із Токіо вийшов Стамбул. У другому турі Токіо здобуло більше голосів, ніж Стамбул, і отримало право проведення літніх Олімпійських ігор 2020.

## Процес виборів
Процес вибору олімпійської столиці починається з того, що Національний олімпійський комітет (НОК) подає заявку свого міста в Міжнародний олімпійський комітет (МОК), і закінчується обранням столиці членами МОК під час чергової сесії. Процес регулюється Олімпійською хартією, як зазначено в главі 5, правилі 34.
Починаючи з 1999 року процес складається з двох етапів. Під час першої фази, яка починається відразу після закінчення терміну подання заявок, «міста-заявники» зобов'язані відповісти на низку запитань, що охоплюють теми, важливі для успіху організації ігор. Ця інформація дозволяє МОК аналізувати можливості майбутніх організаторів, сильні і слабкі сторони їхніх планів. Після детального вивчення поданих анкет і подальших доповідей, Виконавча рада МОК вибирає міста, які беруть участь у наступному етапі. Другий етап є справжньою кандидатською стадією: міста, заявки яких прийняті (далі їх називають «міста-кандидати»), зобов'язані подати другу анкету у вигляді розширеного, детальнішого кандидатського портфеля. Ці портфелі уважно вивчає Оцінювальна комісія МОК, яка складається з членів МОК, представників міжнародних спортивних федерацій, НОК, спортсменів, Міжнародного Паралімпійського Комітету та міжнародних експертів у різних галузях. Члени оцінювальної комісії потім роблять чотириденний огляд кожного з міст-кандидатів, де вони перевіряють запропоновані спортивні споруди і резюмують щодо деталей у кандидатських портфелях. Оцінювальна комісія описує результати своєї перевірки у звіті, який вона надсилає членам МОК за місяць до сесії МОК.
Сесія МОК, на якій обирають місто-організатор, відбувається в країні, яка не подавала заявку на право бути господарем Олімпіади. Вибори проводять активні члени МОК (за винятком почесних і шанованих членів), що прибули на сесію, кожен з яких має один голос. Учасники з країн, місто яких бере участь у виборах, не голосують допоки місто ще не вибуло. Голосування відбувається в кілька раундів, поки одна із заявок не набирає абсолютної більшості голосів; якщо цього не відбувається в першому турі, то заявка з найменшою кількістю голосів вибуває, і голосування повторюється. У разі рівності очок за найменшу кількість голосів, проводиться спеціальний тур голосування із якого переможець виходить до наступного раунду. Після оголошення міста-господаря делегація цього міста підписує «договір міста-господаря» з МОК, який делегує обов'язки організатора ігор місту і відповідному НОК.

### Оцінювання

Заявка Дохи

Заявка Риму

| Критерій                              | Стамбул   | Стамбул   | Токіо  | Токіо  | Баку        | Баку        | Доха  | Доха  | Мадрид  | Мадрид  |
| Критерій                              | Туреччина | Туреччина | Японія | Японія | Азербайджан | Азербайджан | Катар | Катар | Іспанія | Іспанія |
| Критерій                              | Min       | Max       | Min    | Max    | Min         | Max         | Min   | Max   | Min     | Max     |
| ------------------------------------- | --------- | --------- | ------ | ------ | ----------- | ----------- | ----- | ----- | ------- | ------- |
| Загальний проект                      | 6.0       | 8.0       | 7.0    | 9.0    | 4.0         | 7.0         | 5.5   | 8.0   | 8.0     | 9.0     |
| Олімпійське(і) село(а)                | 6.0       | 8.0       | 8.0    | 9.0    | 5.0         | 8.0         | 7.0   | 9.5   | 7.0     | 9.0     |
| International Broadcast Centre        | 6.0       | 8.0       | 8.0    | 9.0    | 4.0         | 6.0         | 7.0   | 9.0   | 6.0     | 9.0     |
| Досвід минулих спортивних змагань     | 5.5       | 7.0       | 7.0    | 8.0    | 3.5         | 5.5         | 5.0   | 7.5   | 7.5     | 8.5     |
| Екологія                              | 5.0       | 7.0       | 5.5    | 8.0    | 4.0         | 7.0         | 4.0   | 6.0   | 7.5     | 9.0     |
| Проживання                            | 6.0       | 8.0       | 9.0    | 10.0   | 3.0         | 5.0         | 5.0   | 8.0   | 8.0     | 9.0     |
| Транспорт                             | 5.0       | 7.0       | 8.0    | 9.0    | 4.0         | 7.0         | 6.0   | 8.0   | 8.0     | 9.0     |
| Медицина                              | 7.0       | 8.0       | 8.0    | 9.0    | 5.0         | 7.0         | 8.0   | 9.0   | 8.0     | 9.0     |
| Безпека і охорона                     | 6.0       | 7.0       | 7.0    | 9.0    | 4.0         | 6.0         | 6.0   | 7.0   | 7.0     | 8.0     |
| Телекомунікаціі                       | 6.0       | 8.0       | 9.0    | 9.0    | 5.0         | 7.0         | 7.0   | 8.0   | 9.0     | 9.0     |
| Енергетика                            | 6.0       | 8.0       | 5.0    | 8.0    | 4.0         | 5.5         | 7.0   | 9.0   | 8.0     | 9.0     |
| Юридичні питання                      | 7.0       | 9.0       | 7.0    | 9.0    | 6.0         | 7.0         | 6.0   | 7.0   | 7.0     | 9.0     |
| Урядова підтримка та громадська думка | 8.0       | 9.0       | 6.0    | 9.0    | 7.0         | 9.0         | 8.0   | 9.0   | 7.0     | 9.0     |
| Фінанси                               | 6.0       | 8.0       | 7.0    | 8.0    | 4.0         | 6.0         | 8.0   | 9.0   | 5.0     | 8.0     |

### Подані заявки
- Італія, Рим (19 травня 2010) — заявку знято з фінансових причин
- Іспанія, Мадрид (1 червня 2011)
- Туреччина, Стамбул (7 липня 2011)
- Японія, Токіо (16 липня 2011)
- Азербайджан, Баку (1 вересня 2011) — не пройшла відбір
- Катар, Доха (26 серпня 2011) — не пройшла відбір

Таким чином, на проведення Ігор претендували Токіо, Стамбул та Мадрид.

### Інші претенденти, які розглядалися
| Японія , Хіросіма Південна Корея , Пусан Австралія , Брисбен Малайзія , Куала-Лумпур Індія , Калькутта Індія , Делі Туркменістан , Ашхабад ОАЕ , Дубаї Росія , Нижній Новгород Росія , Санкт-Петербург Кенія , Найробі Єгипет , Каїр Румунія , Бухарест ПАР , Дурбан Польща , Варшава Угорщина , Будапешт | Чехія , Прага Німеччина , Берлін Італія , Мілан Франція , Париж Марокко , Рабат Марокко , Касабланка Португалія , Лісабон Перу , Ліма США , Міннеаполіс США , Талса США , Сент-Пол США , Даллас Мексика , Монтеррей Мексика , Гвадалахара Канада , Торонто |

### Вибори

#### Результати голосування

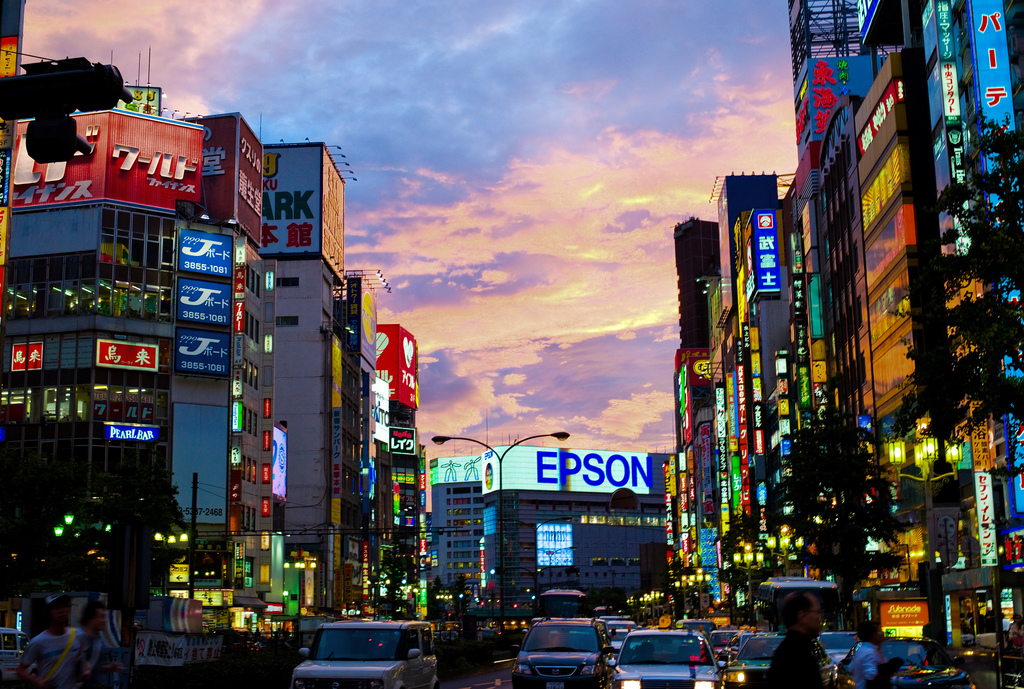
Токіо

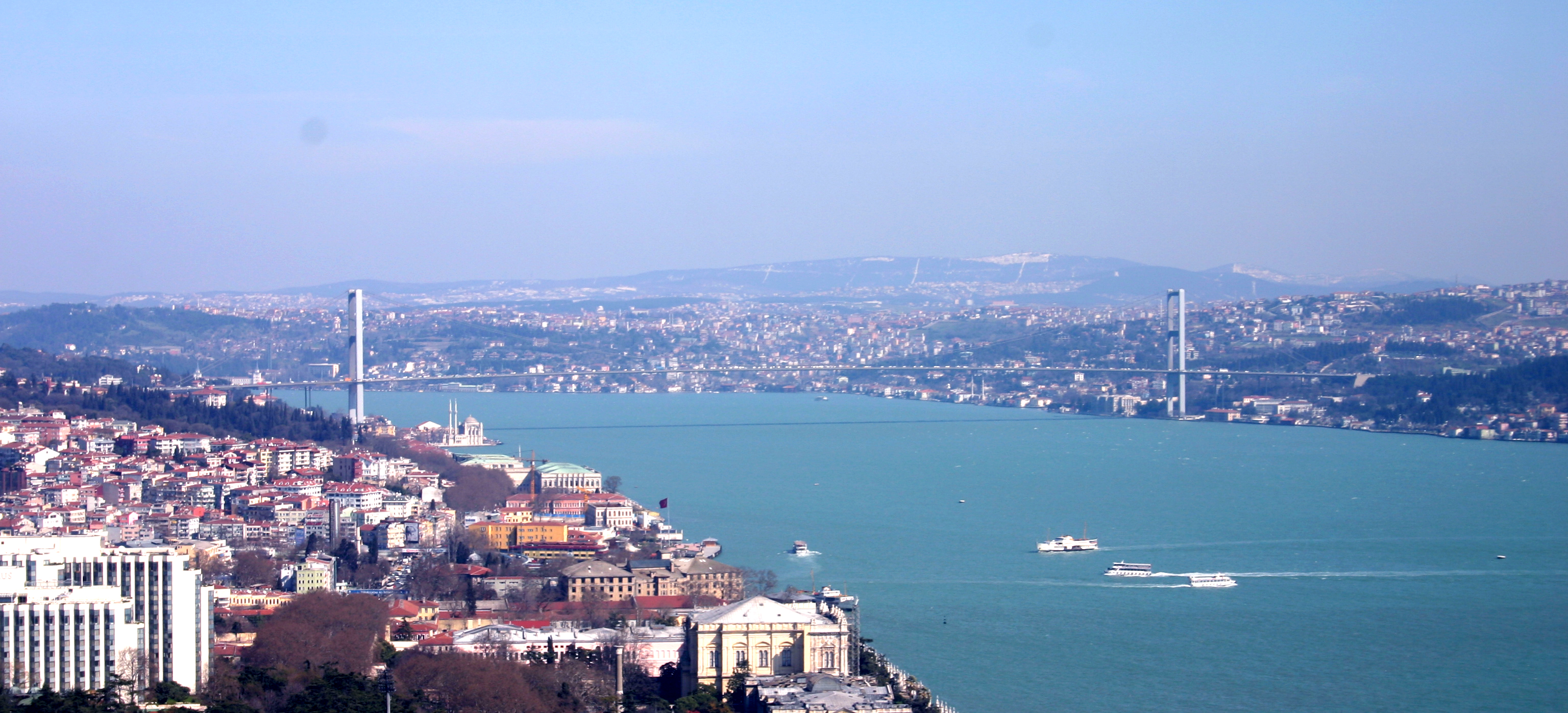
Стамбул

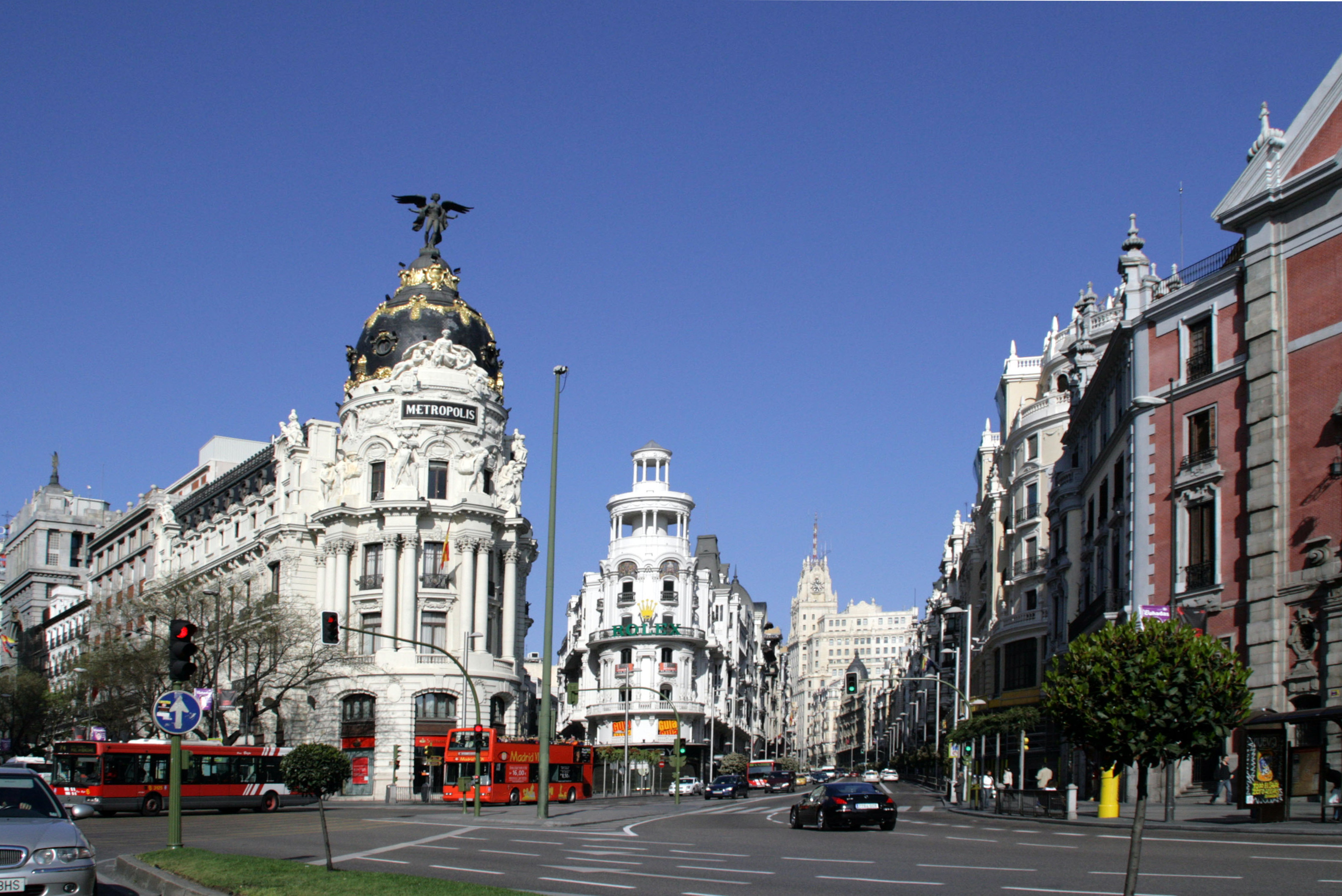
Мадрид

| Місто                         | Місто                     | НОК       | 1-й раунд | 1-й раунд | 2-й раунд | 2-й раунд | 3-й раунд | 3-й раунд |
| ----------------------------- | ------------------------- | --------- | --------- | --------- | --------- | --------- | --------- | --------- |
| Токіо                         | Токіо                     | Японія    | 42        | 42        |           |           | 60        | 60        |
| Стамбул                       | Стамбул                   | Туреччина | 26        | 26        | 49        | 49        | 36        | 36        |
| Мадрид                        | Мадрид                    | Іспанія   | 26        | 26        | 45        | 45        | —         | —         |
| Місце                         | Деталі голосування        |           |           |           |           |           |           |           |
| 125-ша сесія МОК Буенос-Айрес | Члени з правом голосувати | 94        | 94        | 94        | 94        | 93        | 93        |           |
| 125-ша сесія МОК Буенос-Айрес | Учасники                  |           |           |           |           |           |           |           |
| 125-ша сесія МОК Буенос-Айрес | Утрималися                |           |           |           |           |           |           |           |
| 125-ша сесія МОК Буенос-Айрес | Дійсні бюлетені           |           |           |           |           |           |           |           |